# Ермаки 1
Ермаки́ 1 (бел. Ермакі, пол. Jarmaki 1) — деревня в Сморгонском районе Гродненской области Белоруссии.
Входит в состав Кревского сельсовета.
Расположена у юго-восточной границы района. Расстояние до районного центра Сморгонь по автодороге — около 29 км, до центра сельсовета агрогородка Крево по прямой — чуть менее 7 км. Ближайшие населённые пункты — Кривск, Раковцы, Ракутево. Площадь занимаемой территории составляет 0,13 км², протяжённость границ 1640 м.

## Название
Название происходит от антропонима бел. Ярмак (уменьшительный вариант имени Ермолай), потомки которого основали поселение.

## История
Деревня отмечена на карте Шуберта (середина XIX века) как фольварк Ярмаки в составе Кревской волости Ошмянского уезда Виленской губернии. В описи 1865 года числилась как застенок и насчитывала 14 ревизских душ. Являлась частью имения Лоск..
После Советско-польской войны, завершившейся Рижским договором, в 1921 году Западная Белоруссия отошла к Польской Республике и деревня была включена в состав новообразованной сельской гмины Крево Ошмянского повета Виленского воеводства.
В 1938 году Ермаки 1 насчитывали 6 дымов (дворов) и 33 души.
В 1939 году, согласно секретному протоколу, заключённому между СССР и Германией, Западная Белоруссия оказалась в сфере интересов советского государства и её территорию заняли войска Красной армии. Деревня вошла в состав новообразованного Сморгонского района Вилейской области БССР. После реорганизации административного-территориального деления БССР деревня была включена в состав новой Молодечненской области в 1944 году. В 1960 году, ввиду новой организации административно-территориального деления и упразднения Молодечненской области, Ермаки 1 вошли в состав Гродненской области.

## Население
| 1938 | 1999 | 2009 |
| ---- | ---- | ---- |
| 33   | 11   | 4    |

## Транспорт
Грунтовой автодорогой местного значения Н7992 (длиной 0,5 км) Ермаки 1 связаны с деревней Ракутево.

## Достопримечательности
К юго-западу от деревни находится русское кладбище участников Первой мировой войны.